# Thomas Johnson (guvernör)
Thomas Johnson, född 4 november 1732 i Calvert County, Maryland, död 26 oktober 1819 i Frederick, Maryland, var en amerikansk jurist och politiker. Han var ledamot av kontinentalkongressen 1774–1776, Marylands guvernör 1777–1779 och domare vid USA:s högsta domstol 1792–1793.
Johnson studerade juridik och inledde 1760 sin karriär som advokat i Annapolis. Han representerade Maryland i den första och andra kontinentalkongressen och låg bakom en del av arbetet med Marylands konstitution av år 1776. Han deltog i amerikanska revolutionskriget i Marylands milis. Enligt 1776 års konstitution förrättades det första guvernörsvalet i Marylands lagstiftande församling, Maryland General Assembly. Båda kamrarna deltog i sessionen. Av guvernören krävdes minst 25 års ålder och en förmögenhet värd minst 5 000 pund, varav minst en femtedel markegendom och dessutom gällde det att ha varit bosatt i Maryland i minst fem år. Johnson vann valet och tillträdde 1777 som guvernör. Han efterträddes 1779 av Thomas Sim Lee.
Den 1 november 1791 nominerades Johnson till USA:s högsta domstol av president George Washington. Senaten godkände utnämningen av Johnson den 7 november 1791. Johnson tillträdde 1792 som John Rutledges efterträdare. Han avgick redan 1793 och efterträddes i högsta domstolen av William Paterson. Anglikanen Johnson avled 1819 och gravsattes på All Saints' Episcopal Churchyard i Frederick. Gravplatsen flyttades senare till Mount Olivet Cemetery i Frederick.